# Municipio de Hidalgo (Durango)
El municipio de Hidalgo es uno de los 39 municipios que conforman el estado mexicano de Durango. Su cabecera municipal es Villa Hidalgo. 
Celebra su feria anual el 29 de septiembre. La base de su economía son la agricultura y la ganadería.

## Demografía

### Localidades
En el censo de 2020 el municipio de Hidalgo contaba con 47 localidades.
| Código INEGI      | Localidad         | Población (2020) |
| ----------------- | ----------------- | ---------------- |
| 100100001         | Villa Hidalgo     | 568              |
| Otras localidades | Otras localidades | 3 275            |
| Total municipal   | Total municipal   | 3 843            |